# منتخب بابوا غينيا الجديدة لكرة السلة
منتخب بابوا غينيا الجديدة لكرة السلة هو ممثل بابوا غينيا الجديدة الرسمي في المنافسات الدولية في كرة السلة
.